# WASP-22
WASP-22は、エリダヌス座の恒星で12等星。太陽系外惑星が発見されている。

## 概要
黄色の主系列星で、質量、半径ともに太陽より1割程度大きい。ガイア計画で観測された年周視差によると地球から約1050光年の位置にある。
太陽系外惑星探索コンソーシアム「WASP（Wide Angle Search for Planets）」のチームが2009年から2010年にかけて行った観測の結果から、2010年にトランジット法によって太陽系外惑星WASP-22bが発見された。この惑星は、主星からわずか0.05天文単位 (au) の軌道を約3.5日の周期で公転している。
| 名称 （恒星に近い順） | 質量             | 軌道長半径 （天文単位） | 公転周期 (日)         | 軌道離心率 | 軌道傾斜角    | 半径                   |
| --------------------- | ---------------- | ----------------------- | --------------------- | ---------- | ------------- | ---------------------- |
| b (Koyopa')           | 0.588 ± 0.017 MJ | 0.04698 ± 0.00037       | 3.5327313 ± 0.0000058 | < 0.063    | 88.26 ± 0.91° | 1.158 +0.061 −0.038 RJ |

## 名称
2019年、世界中の全ての国または地域に1つの系外惑星系を命名する機会を提供する「IAU100 Name ExoWorldsプロジェクト」において、WASP-22 と WASP-22b はグアテマラ共和国に割り当てられる系外惑星系となった。このプロジェクトは、「国際天文学連合100周年事業」の一環として計画されたイベントの1つで、グアテマラ国内での選考、国際天文学連合 (IAU) への提案を経て太陽系外惑星とその主星に固有名が承認されるものであった。2019年12月17日、IAUから最終結果が公表され、WASP-22はTojil、WASP-22bはKoyopa'と命名された。これらはグアテマラの先住民であるキチェ族に伝わるマヤの伝承に登場する嵐の神の名前が付けられている。Tojil は雨や嵐、火に関連するマヤの神々の一柱の名前に、Koyopa' はキチェ語で「稲妻」に関する言葉に、それぞれちなんで名付けられている。